# Chaetophractus villosus
L'armadillo villoso maggiore (Chaetophractus villosus (Desmarest, 1804)) è una delle specie di armadillo più grandi e numerosi del Sud America, abitando altitudini che vanno dal livello del mare fino a 1.300 metri, nella parte meridionale del Sud America, abitando praterie, foreste, savane e persino aree agricole e zone abitate di Bolivia, Paraguay, Argentina e Cile. È uno scavatore esperto e trascorre la maggior parte del tempo sotto terra, realizzando tane sia temporanee che a lungo termine, a seconda della presenza di fonti di cibo nell'area. Questo armadillo è in grado di utilizzare delle membrane appositamente evolutesi nel naso per estrarre ossigeno dalle particelle del terreno circostanti senza inalare il terreno stesso.
Gli armadilli villosi maggiori sono protetti dai predatori da una serie di sottili placche ossee lungo la testa e la schiena. Raggiungono la maturità sessuale intorno ai 9 mesi, ed in cattività possono vivere anche oltre i 30 anni. Sebbene questo animale venga regolarmente cacciato per la sua carne e la sua corazza, o semplicemente ucciso perché considerato infestante dagli agricoltori, ha mostrato una straordinaria capacità di recupero e le popolazioni sembrano gestire bene questo sfruttamento. Attualmente non sono in atto pratiche di protezione per questo armadillo, sebbene diverse popolazioni vivano in molte aree protette. Questa specie di armadillo è uno dei migliori animali da ricerca in circolazione, grazie alla sua adattabilità alle impostazioni di laboratorio e alla relativa resistenza in situazioni di stress. Questi animali non temono l'uomo: è solito entrare nottetempo nelle case di periferia attratto dall'odore del cibo per cani o per gatti, e spesso è il ticchettio delle grosse unghie anteriori sul pavimento a tradire la sua presenza.

## Descrizione

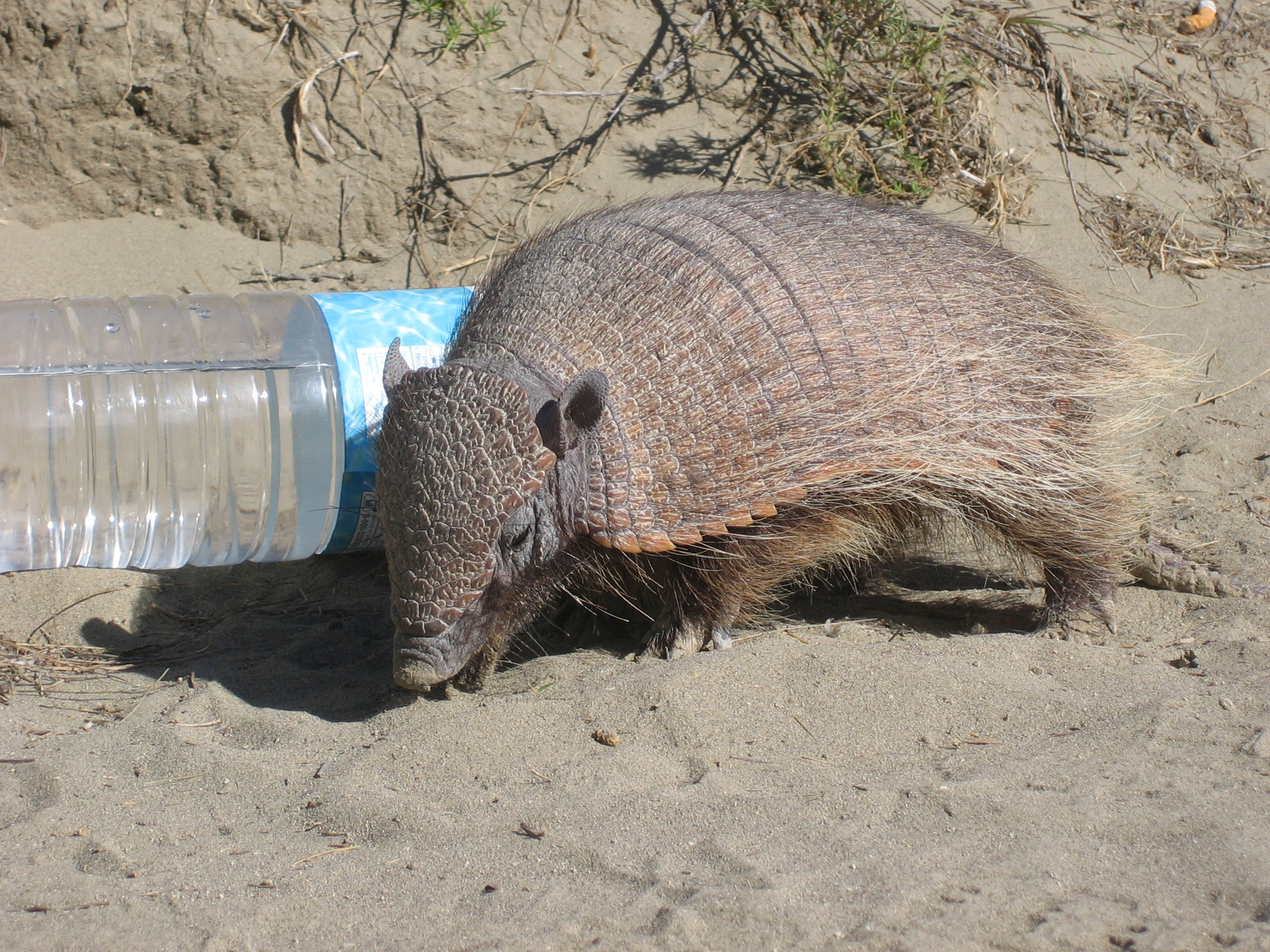
Chaetophractus villosus

L'armadillo villoso maggiore è la specie di armadillo più abbondante in Argentina. La testa ed il corpo dell'animale sono coperti da placche ossee protettive, la cui piastra cranica è la più prominente. Lungo la schiena, l'animale è ricoperto da 18 bande flessibili che circondano il busto consentendo una certa flessibilità a questa armatura altrimenti rigida. La parte inferiore dell'animale è densamente ricoperta di peli, da cui prende il suo nome comune. I lunghi peli ispidi sporgono anche attraverso le pliche delle bande ossee, rendendo questo armadillo molto più peloso di altre specie affini. La colorazione della corazza va dal dorato al grigio scuro, mentre la pelle sottostante è solitamente grigio-nerastra e ricoperta da peli biancastri o bruni. Un esemplare medio può raggiungere dai 26 ai 34 centimetri (da 10 a 13 pollici) di lunghezza, 22-40 centimetri (8,7-15,7 pollici) in casi eccezionali, per un peso di 2 kg (4,4 libbre), con un intervallo di 1-3 kg (2,2–6,6 libbre) quando raggiunge la maturità sessuale. La coda misura da 9 a 17 centimetri (da 3,5 a 6,7 pollici) di lunghezza. Possiede potenti artigli anteriori che usa per cercare il cibo, scavare ed evitare i predatori.
L'armadillo villoso maggiore può essere distinto dalle altre specie del genere Chaetophractus per alcuni tratti evidenti. La prima differenza sono le dimensioni; C. villosus è la specie più grande, mentre C. vellerosus è molto più piccolo, essendo in grado di stare nel palmo di una mano quando è completamente adulto. L'armadillo villoso minore, inoltre, di solito si trova ad altitudini più elevate perché le sue dimensioni più piccole ed il tasso metabolico più lento lo aiutano a sopravvivere in aree con meno cibo.

## Distribuzione ed habitat
L'areale originale di C. villosus comprende la Pampa e la Patagonia fino a Santa Cruz, Argentina, e Magallanes, Cile. Si trova anche nella Provincia di Gran Chaco in Bolivia, Paraguay e Argentina e alcune popolazioni stanno iniziando a migrare a sud anche nella provincia argentina della Terra del Fuoco. Si può trovare anche nella Provincia di Biobío e a sud della Provincia di Aisén, entrambi nel Cile orientale. Il cambiamento climatico, presumibilmente, e le tendenze opportunistiche di questo armadillo permettono loro di vivere in più aree espandendo il proprio areale. A differenza di altri armadilli, l'armadillo villoso maggiore non ha subito cambiamenti drastici nel suo territorio. Non è migrato tanto a nord quanto altre specie.

## Tassonomia

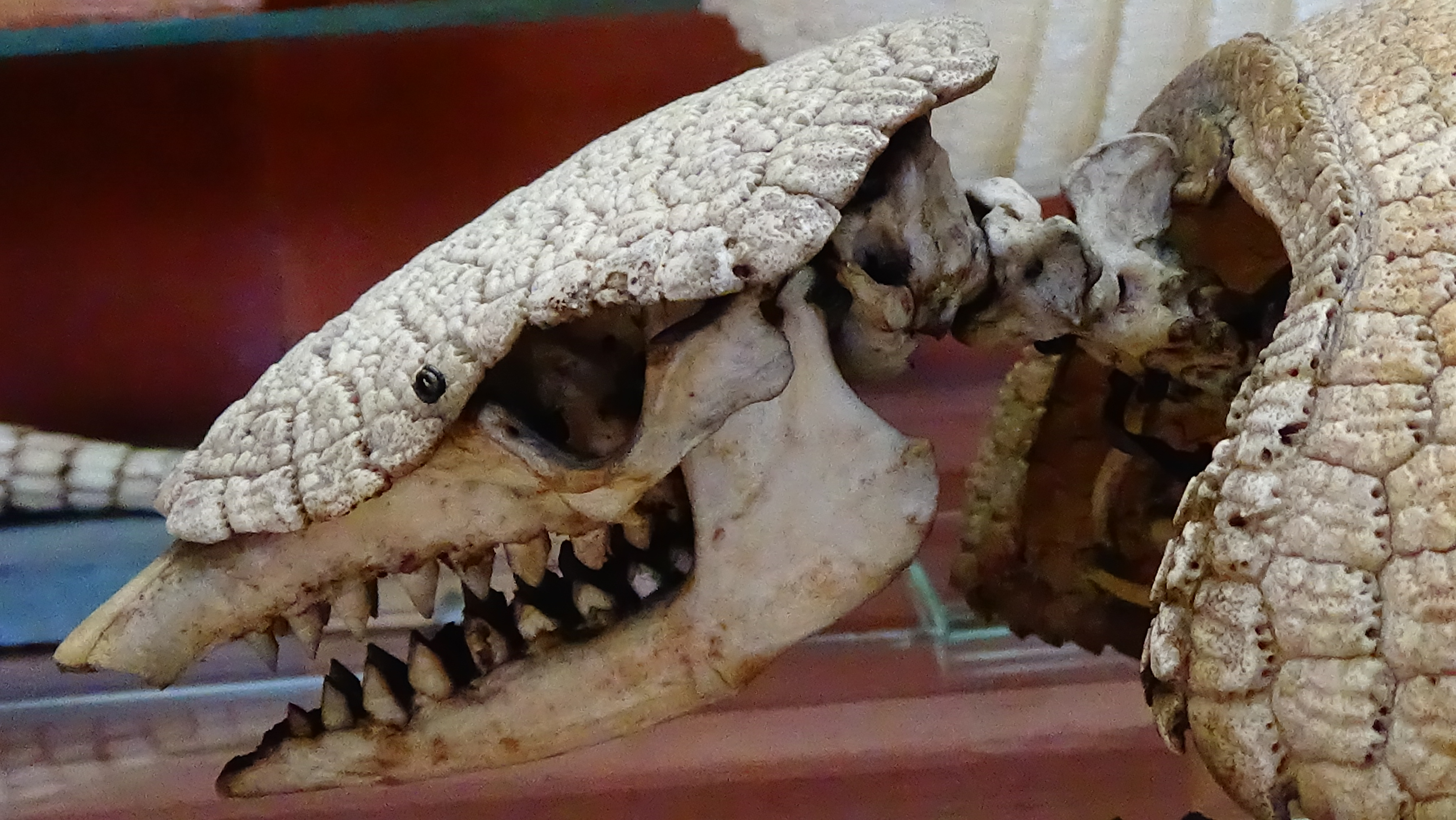
Cranio di C. villosus

Il genere Chaetophractus è costituito da due, o tre specie: C. vellerosus (l'armadillo villoso urlante), C. nationi (l'armadillo villoso andino, che potrebbe effettivamente essere una popolazione di C. vellerosus) e C. villosus. Queste specie possono essere riconosciute facilmente per la grande quantità di peli che si estende su tutto il corpo, ma soprattutto nella parte inferiore del corpo. I cranio di questi armadilli segue lo stesso schema degli altri dasypodidi, ma le femmine mostrano ossa più lunghe sul piano rostrocaudale, che è una delle caratteristiche chiave che mostra il dimorfismo sessuale di queste specie. Non si sa molto sulla morfologia cranica di queste specie, in particolare sulle descrizioni delle ossa. Sono in corso ulteriori ricerche per descrivere meglio queste specie e le differenze scheletriche tra di loro. Per ora, le dimensioni del corpo, l'habitat e i comportamenti sono il modo migliore per discernere le differenze.

### Evoluzione

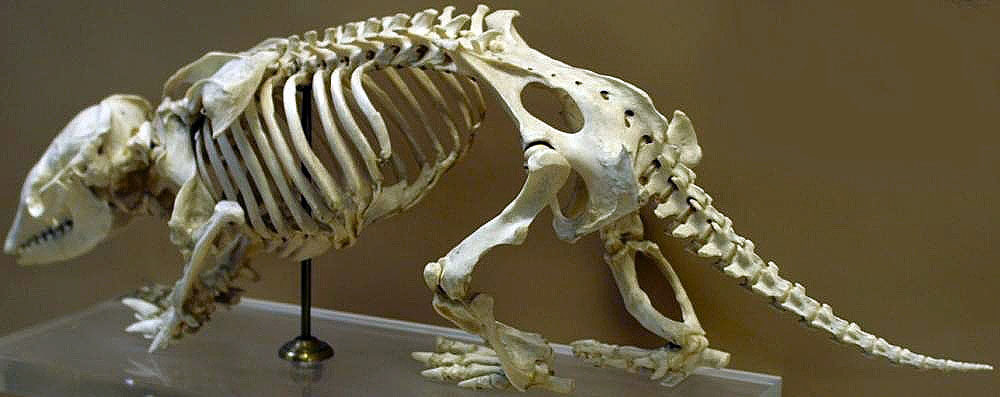
Scheletro di C. villosus, senza la corazza

La presenza di un carapace contenente osteodermi è una delle caratteristiche distintive degli armadilli, ed è valida anche per i taxa fossili. Questi elementi sono evidenti frequentemente nella documentazione paleontologica a causa della loro resilienza alla fossilizzazione. Si possono distinguere tre aree distinte in queste dure piastre. La parte esterna e quella interna sono costituite da osso sottile e compatto, mentre la zona centrale è più spessa e contiene i tessuti per i follicoli piliferi e le ghiandole sudoripare. La presenza di midollo osseo rosso è rara nei membri di Chaetophractus, ma diffusa negli osteodermi di Dasypus novemcinctus. Questi risultati propongono una prima divisione di entrambe le sottofamiglie e mantengono l'ipotesi che gli Euphractinae siano più derivati dei Dasypodinae.
I primi fossili conosciuti di C. villosus sono stati trovati nella regione di Pampean, il che suggerisce che è qui che ha avuto origine la specie. I reperti fossili indicano quindi una migrazione in Patagonia come la principale via di dispersione, che molto probabilmente avvenne dopo le glaciazioni pleistoceniche. Utilizzando la datazione molecolare, gli scienziati hanno stimato che i primi armadilli apparvero al confine Cretaceo/Terziario. Ciò venne seguito dalla divergenza di formichieri e bradipi nell'Eocene inferiore.

## Biologia

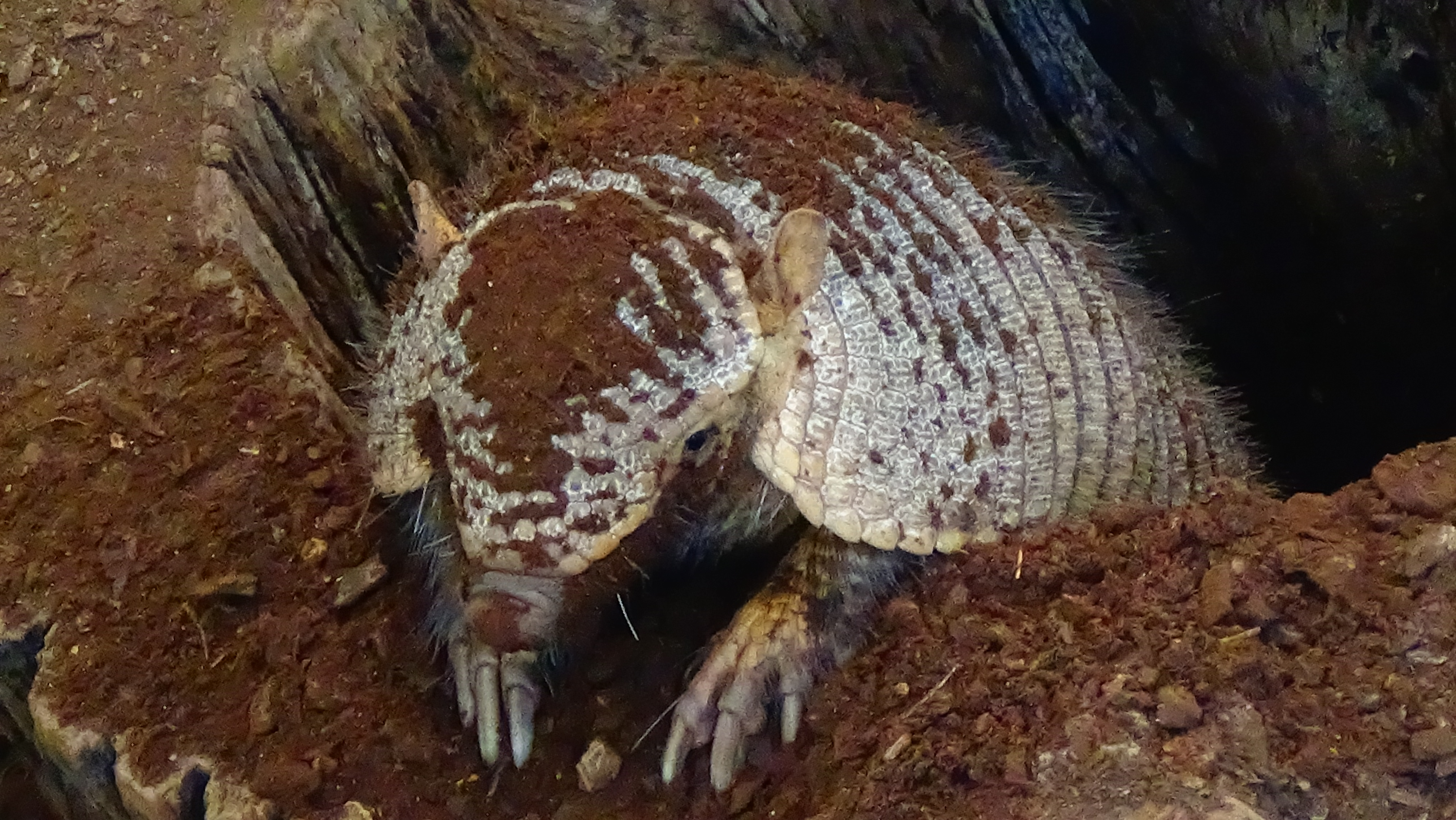
Un esemplare alla Ménagerie du Jardin des plantes, Parigi

I membri di Dasypodidae, tra cui C. villosus, hanno sviluppato caratteristiche molto interessanti e specifici per aiutarli a sopravvivere. Le più riconoscibili di queste sono le placche ossee che coprono la testa ed il dorso. Queste piastre protettive consentono a questi animali una giusta misura di protezione contro i suoi predatori naturali, mantenendo comunque una certa agilità e flessibilità. Questa specie ha anche un notevole adattamento respiratorio: quando le narici sono completamente ricoperte di terreno, l'animale è in grado di mantenere sufficienti movimenti respiratori grazie ad un meccanismo che gli consente di utilizzare l'aria che riempie lo spazio tra le particelle di terreno, senza inalare le particelle stesse. Questo, insieme ai suoi potenti artigli e all'elevato rapporto superficie-massa, contribuisce al suo eccellente stile di vita fossore. Nonostante questi adattamenti allo scavo, questo armadillo mantiene proporzioni corporee simili a quelle delle specie non-fossore, il che suggerisce che questo animale si sia adattato ad uno stile di vita fossore come un modo per evitare temperature estreme e i predatori, piuttosto che per trovare il cibo.
Si conosce ben dell'emostasi di questa specie. La conta piastrinica è simile tra i sessi e sembra che rimanga simile anche in cattività. È paragonabile alla maggior parte degli altri mammiferi e reagiscono allo stesso modo a comprovati agonisti. Ulteriori studi in questo settore potrebbero rivelare progressi biomedici, ma sono necessari nuovi studi.

### Dieta
Questi animali attivi prevalentemente al tramonto e durante la notte. Possono essere osservati anche di giorno, spesso quando non riescono a trovare abbastanza cibo durante la notte. Per individuare la preda, questi armadilli usano il loro sviluppato senso dell'olfatto, per poi usare i potenti artigli anteriori per raggiungere la preda. Sono animali prevalentemente insettivori: spesso possono essere osservati mentre scavano sotto le carcasse (o, nel caso di grossi animali, direttamente nelle carcasse) alla ricerca di larve di insetti saprofagi.
Si dice (ma, a quanto pare, anche osservazioni sul campo confermerebbero la credenza popolare) che questi animali siano soliti cibarsi anche di serpenti, che ucciderebbero gettandosi su di essi e ferendoli gravemente coi bordi seghettati delle bande del carapace.

### Riproduzione
In cattività questo animale si può riprodurre durante tutto l'anno, mentre in natura si accoppia soprattutto alla fine dell'inverno o in primavera, con dei picchi delle nascite a settembre. Dopo un periodo di gestazione da 60 a 75 giorni, le femmine partoriscono, solitamente, una cucciolata di uno o due cuccioli, che vengono allattati per altri 50-80 giorni, prima di essere svezzati attorno ai 2 mesi di vita, raggiungendo la maturità sessuale a 9 mesi.
Gli scienziati che hanno condotto studi sui muscoli del pene di C. villosus hanno rivelato che il pene molto lungo di questa specie mostra variabilità. Durante le sue ore di veglia, rimane nascosto sotto un astuccio cutaneo, fino a quando non diventa eretto e sporge all'esterno in direzione rostrale. Durante la fase di sonno ad onde lente, la protrusione del pene compie alcuni movimenti molto complessi. Il pene durante questa fase non è eretto, ma rimane fuori dal suo astuccio cutaneo. Durante il sonno paradossale, non si verificano erezioni e i muscoli del pene condividono le caratteristiche del resto del corpo.
La speranza di vita di questi animali è sconosciuta: un esemplare in cattività superò i 30 anni di vita.

### Comportamento

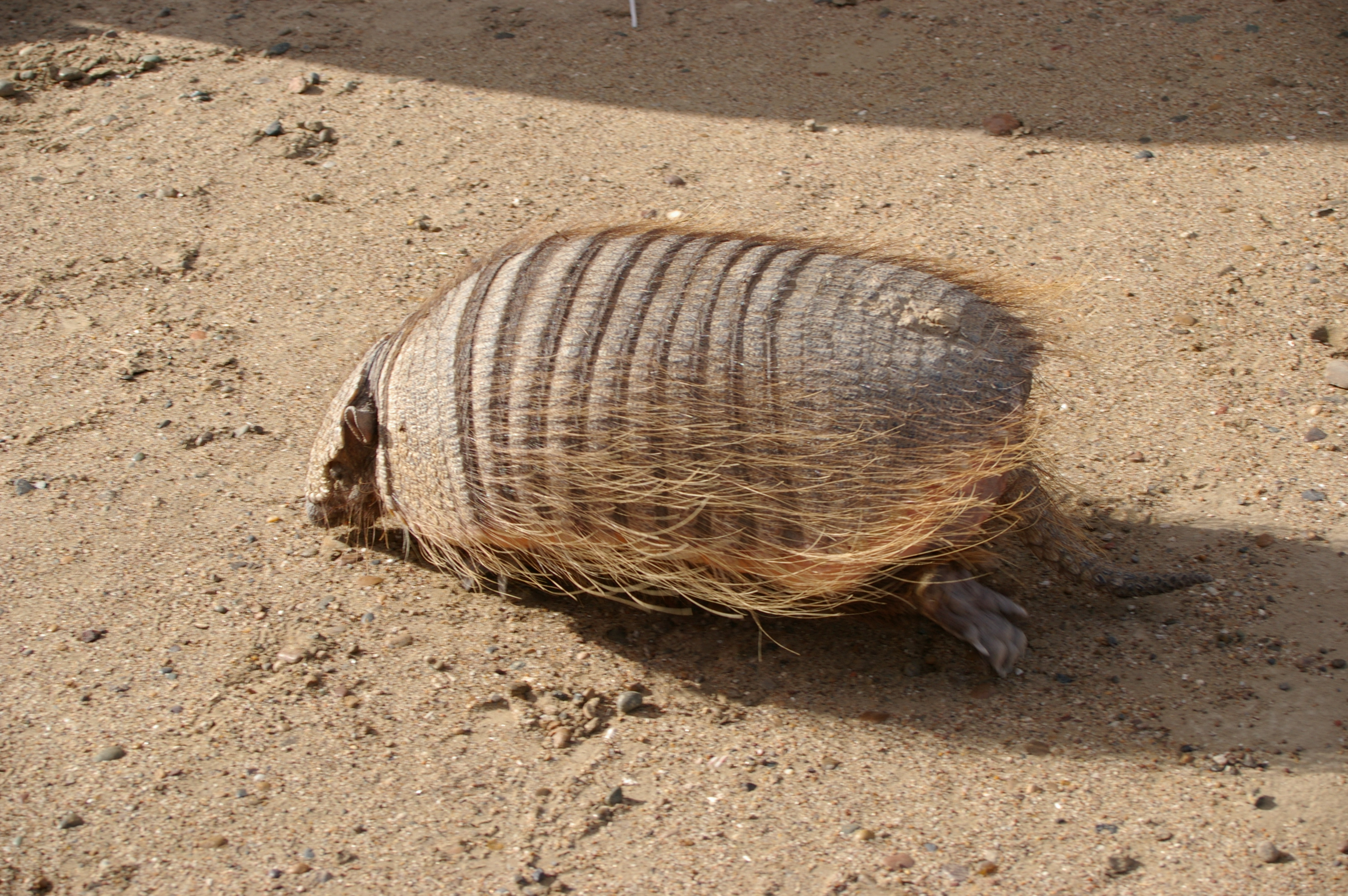
Un esemplare selvatico

L'armadillo villoso maggiore trascorre la maggior parte del tempo scavando nel terreno, alla ricerca di insetti o vermi. I suoi potenti artigli anteriori ed il muso specializzato gli consentono di scavare attraverso i vari sedimenti con relativa facilità. Quando l'armadillo viene scoperto da un predatore, si rifugerà nella tana più vicina, lasciando solo le placche ossee esposte al predatore. Quando non riesce ad arrivare ad una delle sue tane, l'animale si sdraierà a terra per proteggere meglio la parte inferiore del corpo non protetta dalla corazza.
C. villosus sembra essere in grado di scavare attraverso la maggior parte dei sedimenti, ma tende ad evitare i terreni più rocciosi. Tendono a scavare nel fianco delle colline piuttosto che su un terreno pianeggiante. Le loro tane temporanee (che scavano per trovare da mangiare o per nascondervisi) sono generalmente meno profonde e poco complesse rispetto alle loro tane in cui vivono, che di solito sono molto più profonde e possono essere piuttosto complesse, con molti tunnel e vie di fuga. L'orientamento delle loro tane dipende in gran parte dalla direzione del vento. Ciò consente loro di adattarsi bene al terreno arido delle zone desertiche. Si tratta di animali che mal sopportano temperature troppo alte, quindi tendono ad essere notturni in estate e diurni in inverno.
Dopo l'armadillo a 9 fasce, è l'armadillo più comune negli zoo.

## Conservazione
C. villosus è classificato come una specie a Rischio minimo, a causa della sua vasta popolazione e della vasta gamma di habitat che occupa. Ha anche una notevole capacità di adattarsi a molti ambienti in evoluzione. È considerata una specie a Rischio minimo poiché non si prevede una diminuzione della popolazione in nessuna delle categorie minacciate in tempi brevi. In effetti, la popolazione sembra essere in aumento.